# Aeroporto Internazionale di Guam
L'Aeroporto Internazionale Antonio B. Won Pat, noto anche come Aeroporto Internazionale di Guam, è situato a Tamuning e Barrigada, tre miglia a est della capitale Hagåtña (ex Agana) nel territorio statunitense di Guam.

È stato così chiamato in onore di Antonio Borja Won Pat, il primo membro della Camera dei Rappresentanti degli Stati Uniti venuto da Guam.

## Incidente di Guam
Il 6 agosto 1997, il volo Korean Air 801, si schianta durante la fase di atterraggio nei pressi di Nimitz Hill in condizioni di forte pioggia e vento a causa di un errore di navigazione. Muoiono 228 persone tra passeggeri ed equipaggio.